# Trørød
Trærød este un district al comunei Rudersdal, Danemarca.